# Pollex circulari
Pollex circulari là một loài bướm đêm thuộc họ Erebidae. Loài này có ở Sulawesi Utara.
Sải cánh dài khoảng 11 mm. Cánh trước hẹp và màu nâu sáng. Cánh dưới màu nâu đậm đồng nhất. 